# David Parry
David Parry (* 23. März 1949 in England) ist ein britischer Dirigent.

## Biografie
David Parry studierte an der Universität Cambridge und an der Royal Academy of Music in London. Er lernte außerdem bei Sergiu Celibidache und begann seine Karriere als Assistent von Sir John Pritchard.
Er arbeitete an der Oper Dortmund und wurde 1983 Direktor der Opera 80. Außerdem war er Gastdirigent an der Opera North. Ab 1987 war er freischaffend, 1992 wurde er Music Director der Almeida Opera. Dort dirigierte er zahlreiche Uraufführungen, u. a. Terrible Mouth von Nigel Osborne (1992), The Man who strides the Wind von Kevin Volans (1993), The Nightingale and the Rose von Jelena Firsowa (1994) und Ion von Param Vir (2000).
David Parry leitete auch mehrere Operngesamteinspielungen, die meisten von ihnen bei den englischen Labels Opera Rara und Chandos.
Er ist als Spezialist für die italienischen Opern von Donizetti, Rossini, Mercadante, Meyerbeer und Pacini bekannt.
Nach dem Tod von Patric Schmid im November 2005, dem Labelleiter von Opera Rara, wurde er zusammen mit Ludmilla Andrew  künstlerischer Leiter dieses Labels.
Er arbeitet mit Bruce Ford, Jennifer Larmore, Nelly Miricioiu, Della Jones, Majella Cullagh und William Matteuzzi zusammen.